# Орден Олександра Невського (Російська Федерація)
Це стаття про державну нагороду Російської Федерації. Про орден СРСР див.: Орден Олександра Невського (СРСР). Про орден Російської імперії див.: Орден Святого Олександра Невського
Орден Олександра Невського (рос. орден Александра Невского) — державна нагорода Російської Федерації.

## Історія нагороди
- Указом Президії Верховної Ради Російської Федерації № 2424-I від 2 березня 1992 року «Про державні нагороди Російської Федерації»[1] радянські ордени Суворова, Ушакова, Кутузова, Нахімова та Олександра Невського були збережені у системі нагород Російської Федерації до прийняття Закону про державні нагороди. Указ був затверджений 20 березня 1992 року Постановою Верховної Ради Російської Федерації № 2557-I.[2] Проте, ці ордени як державні нагороди Російської Федерації не мали статутів й офіційного опису до 2010 року.
- Указом Президента Російської Федерації від 7 вересня 2010 року № 1099 «Про заходи щодо вдосконалення державної нагородної системи Російської Федерації»[3] затверджені нині діючі статут та опис ордену.

## Статут ордена
1. Орденом Олександра Невського нагороджуються громадяни Російської Федерації, які заміщають посади державної служби, за особливі особисті заслуги перед Вітчизною в справі державного будівництва, багаторічну сумлінну службу і високі результати, досягнуті ними при виконанні службових обов'язків, у справі зміцнення міжнародного авторитету Росії, обороноздатності країни, розвитку економіки, науки, освіти, культури, мистецтва, охорони здоров'я та інші заслуги, а також громадяни Російської Федерації за високі особисті досягнення в різних галузях економіки, науково-дослідної, соціально-культурної, освітньої та іншої суспільно корисної діяльності.
2. Громадяни Російської Федерації можуть бути нагороджені орденом Олександра Невського, як правило, за умови, що раніше вони були нагороджені орденом Російської Федерації, а особи, які заміщають посади державної служби, повинні мати також загальний стаж державної служби не менше 20 років.
3. Орденом Олександра Невського можуть бути нагороджені видатні зарубіжні політичні та громадські діячі, представники ділового співтовариства іноземних держав за заслуги у розвитку багатостороннього співробітництва з Російською Федерацією та надання сприяння у її соціально-економічний розвиток.
4. Знак ордена Олександра Невського носиться на лівій стороні грудей і за наявності інших орденів Російської Федерації розташовується після знака ордена «За заслуги перед Вітчизною» IV ступеня.
5. Для особливих випадків і можливого повсякденного носіння передбачено носіння мініатюрної копії знака ордена Олександра Невського, яка розташовується після мініатюрної копії знака ордена «За заслуги перед Вітчизною» IV ступеня.
6. При носінні на форменому одязі стрічки ордена Олександра Невського на планці вона розташовується після стрічки ордена Святої великомучениці Катерини (до 3 травня 2012 року — після стрічки ордена «За заслуги перед Вітчизною»).

## Опис ордена
- Знак ордена Олександра Невського — покритий рубіновою емаллю позолочений чотирикінцевий прямий хрест з кінцями, що розширюються. Кінці хреста по краях мають вузький опуклий рант.
- Між кінцями хреста вміщено зображення двоголового орла — головної фігури Державного герба Російської Федерації.
- У центрі хреста — круглий медальйон з вузьким опуклим рантом.
- У полі медальйона — виконана кольоровими емалями кінна постать князя Олександра Невського, звернена вліво.
- Відстань між протилежними кінцями хреста — 40 мм. На зворотному боці знака рельєфними прямими літерами написано девіз ордена: «ЗА ТРУДЫ И ОТЕЧЕСТВО». На нижньому кінці хреста — номер знака ордена.
- Знак ордена за допомогою вушка і кільця з'єднується з п'ятикутною колодкою, обтягнутою шовковою, муаровою стрічкою.
- Стрічка червоного кольору шириною 24 мм. У центрі стрічки — жовта смуга шириною 1,5 мм.
- Мініатюрна копія знака ордена Олександра Невського носиться на колодці. Відстань між кінцями хреста — 15,4 мм, висота колодки від вершини нижнього кута до середини верхньої сторони — 19,2 мм, довжина верхньої сторони — 10 мм, довжина кожної з бічних сторін — 16 мм, довжина кожної зі сторін, що утворюють нижній кут, — 10 мм.
- При носінні на форменому одязі стрічки ордена Олександра Невського використовується планка висотою 8 мм, ширина стрічки — 24 мм.
- Стрічка ордена Олександра Невського на цивільному одязі носиться у вигляді розетки. Діаметр розетки — 15 мм.

## Перші кавалери ордена (2010–2012)
1. Гризлов Борис В'ячеславович (15 грудня 2010)[4]
2. Кирил (патріарх Московський) (7 січня 2011)[5]
3. Соколов Олексій Олексійович (8 лютого 2011)[6]
4. Осипов Юрій Сергійович (22 квітня 2011)[7]
5. Соколов Сергій Леонідович (23 червня 2011)[8]
6. Распутін Валентин Григорович (1 вересня 2011)[9]
7. Петров Василь Іванович (24 лютого 2012)[10]
8. Дмитрієв Володимир Олександрович (4 квітня 2012)[11]
9. Чуров Володимир Євгенович (3 травня 2012)[12][13]
10. Вавілов Станіслав Володимирович (3 травня 2012)[13][14]
11. Кутьін Микола Георгійович (30 травня 2012)[15]
12. Клінцевич Франц Адамович (31 липня 2012)[16]
13. Міхалкін Володимир Михайлович (27 листопада 2012)[17]
14. Хлопонін, Олександр Геннадійович (2012)[18]
15. Мазикін Валентин Петрович (29 грудня 2012)[19]
16. Митрополит Санкт-Петербурзький і Ладозький Володимир (Котляров Володимир Савич) (30 грудня 2012)[20]